# 沓沢湖
沓沢湖（くつざわこ）は、長野県塩尻市にある湖。信濃川水系沓沢川に建設されたダムによって形成されるダム湖（人造湖、ため池）である。

## 歴史
現在の塩尻市西部である洗馬村では、かつて灌漑用水を主に奈良井川下流域より取水していた。そのため取水できる水量は時期によって変動し、水不足のたびに水をめぐって争いが巻き起こった。
長野県は地域の農業用水を安定して確保するため、県営洗馬村外二か所農業水利事業を計画。小高い丘に囲まれた沓沢川をせき止めるように土砂を26.9メートルの高さに盛り立て、渇水期に備えて約92万立方メートルの水を貯えておくというものである。ため池の建設工事は1940年（昭和15年）に着手され、1953年（昭和28年）に完成した。その後、1966年（昭和41年）から1968年（昭和43年）にかけて堰堤の漏水調査を実施、あわせてグラウト工事、洪水時に放流するための余水吐、樋管、操作室を新設。1985年（昭和60年）には県営溜池等老朽施設整備事業の一環として改修工事が行われた。
もともと農業用として確保された沓沢湖の水であったが、1973年（昭和48年）より上水道水源として利用され始めた。沓沢湖から芦ノ田（あしのた）浄水場に送水し、横流式沈殿池・急速濾過を経て塩素消毒処理を行い、塩尻市広丘地区・吉田地区に水道水を供給している。一日あたりの配水能力は1973年当初7,000立方メートルであったが、都市発展により水需要が増加をみせ、現在では塩尻市の浄水場として最大となる9,000立方メートルに達している。
近年、その役目を終えたとして水が抜かれ、埋め立て工事が進行中である。

## 周辺

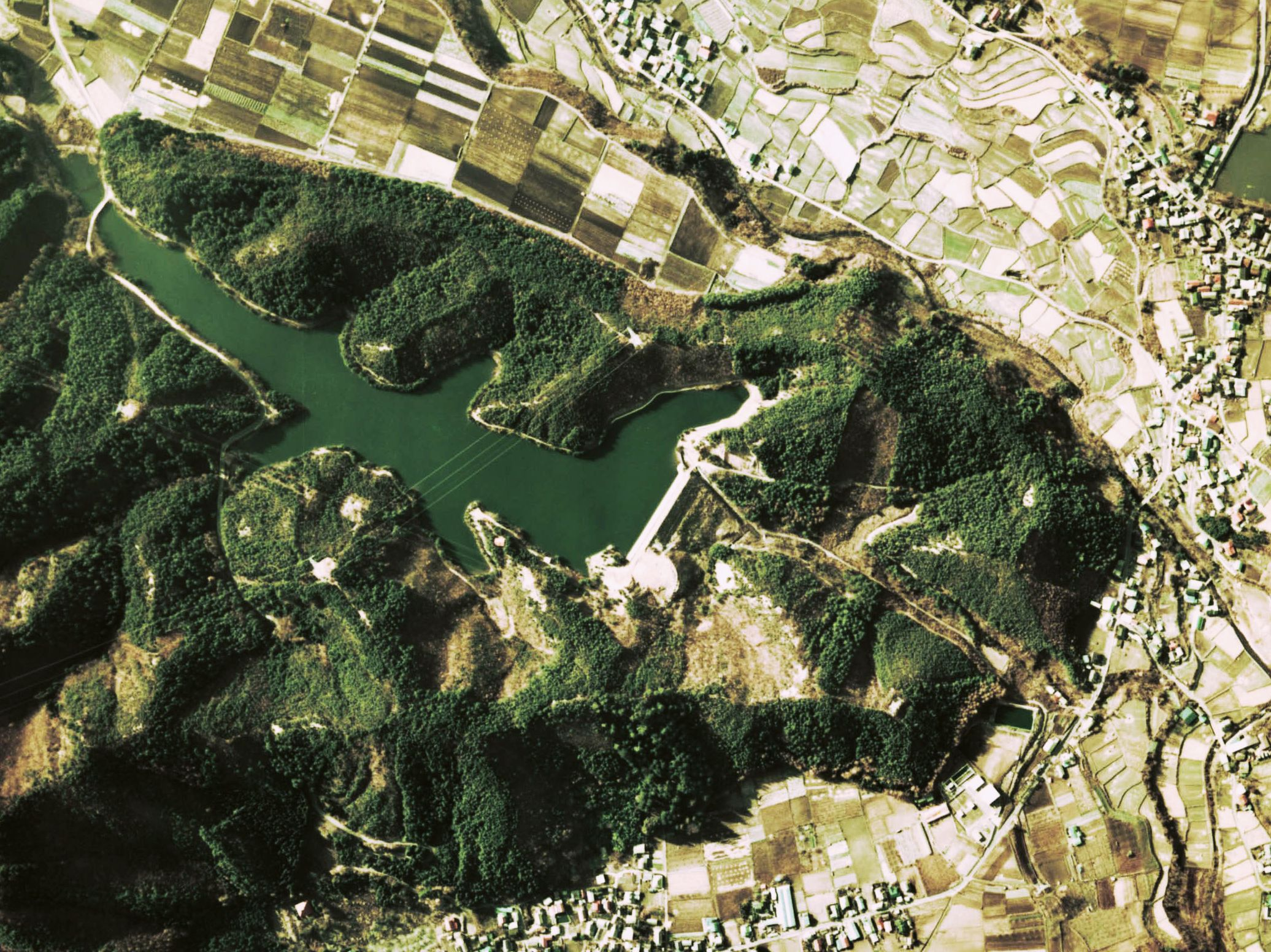
沓沢湖空撮。国土交通省、国土画像情報（カラー空中写真）より作成（1975年度撮影）

塩尻市内には、沓沢湖と同じく農業用水用のため池であるみどり湖がある。公園としての整備が進み観光地として賑わいを見せているみどり湖とは対照的に、沓沢湖周辺は静けさに包まれている。湖面開放にも消極的で、湖を周回する道路では遊泳や釣り、ボートを禁止する旨の看板がよく見かけられる。
沓沢湖から山をはさんで東の芦ノ田集落とを結ぶトンネルとして観音路隧道（かんのんじずいどう）がある。入口から出口まで一直線で、長さは100メートル少々。2.5メートルの車高制限が設けてある。道幅は乗用車一台が通れる程度と狭く交互通行となるが、交通量の少なさから信号機などは設けられていない。内部照明として一定間隔ごとに蛍光灯による天井灯が取り付けられている。

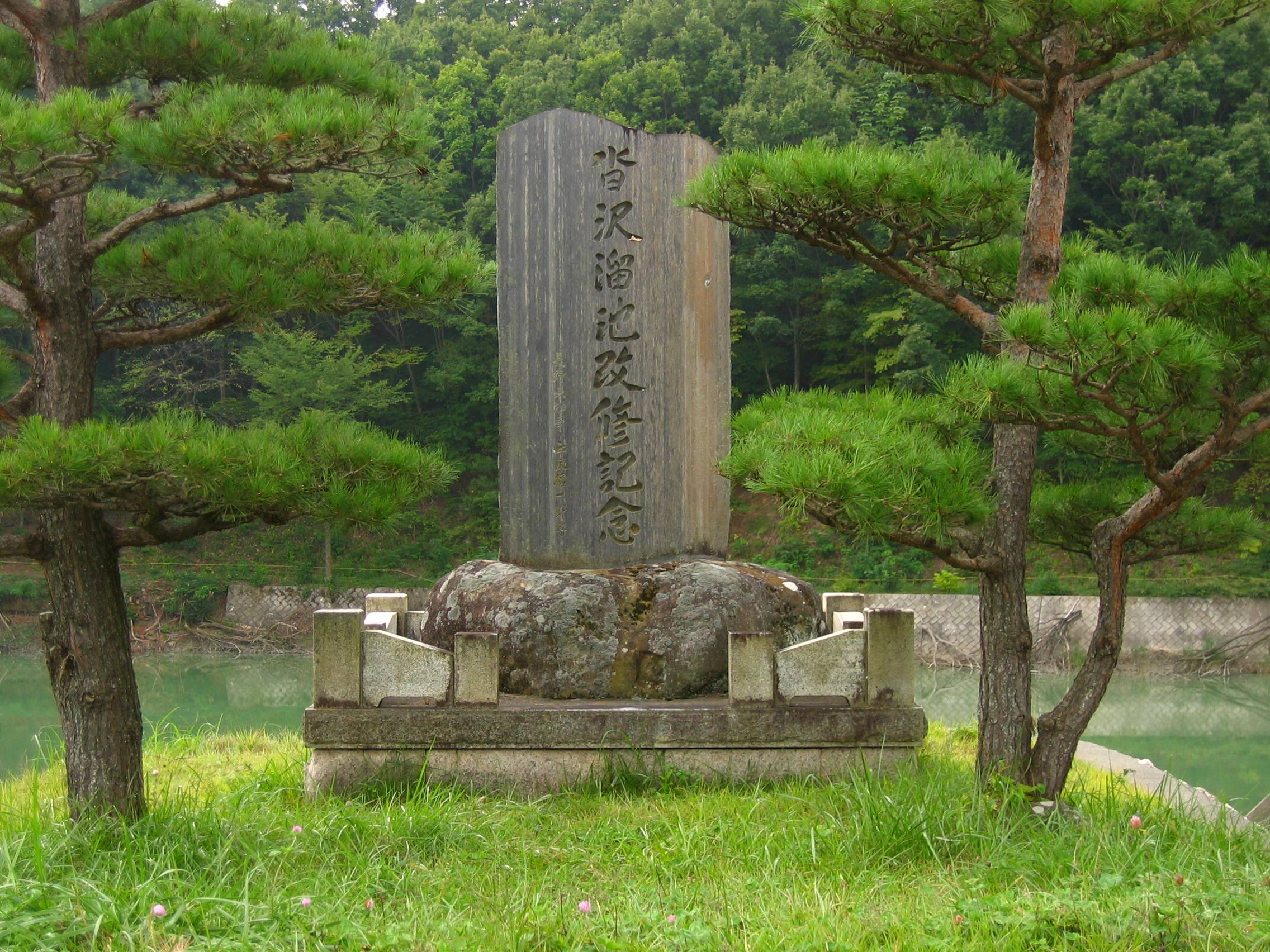
沓沢溜池改修記念碑
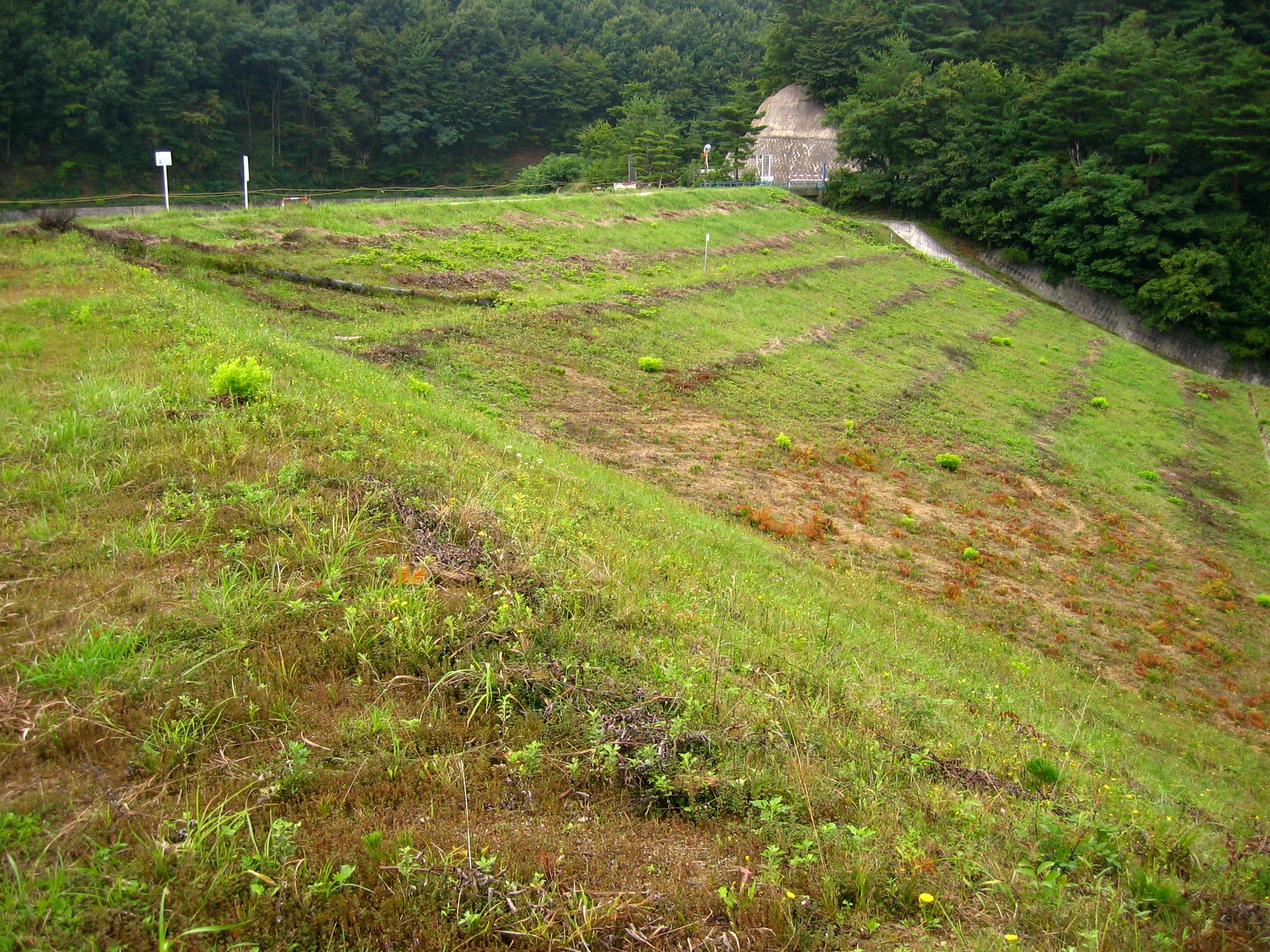
堰堤
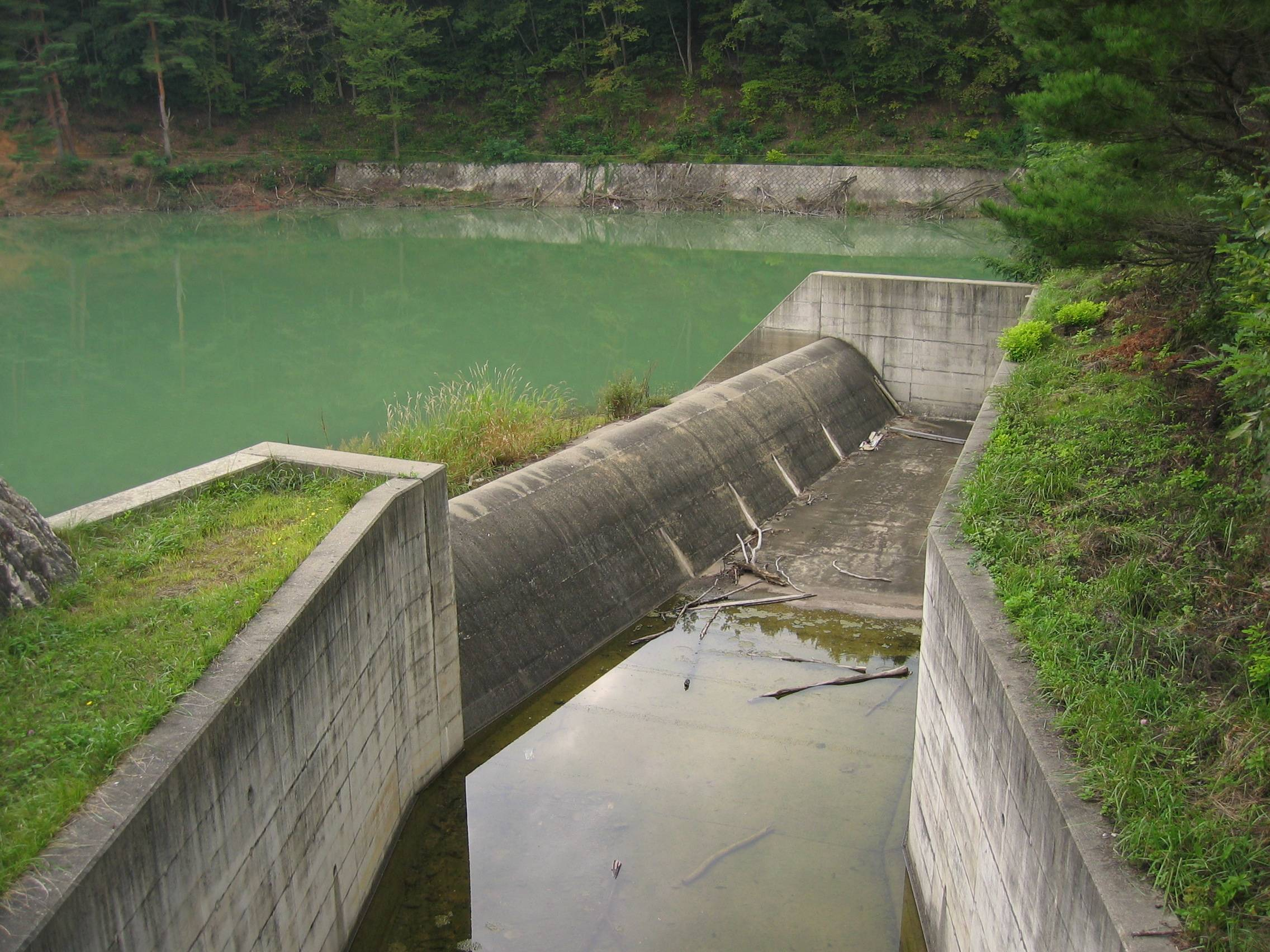
堰堤左岸に設けられた自由越流形の余水路
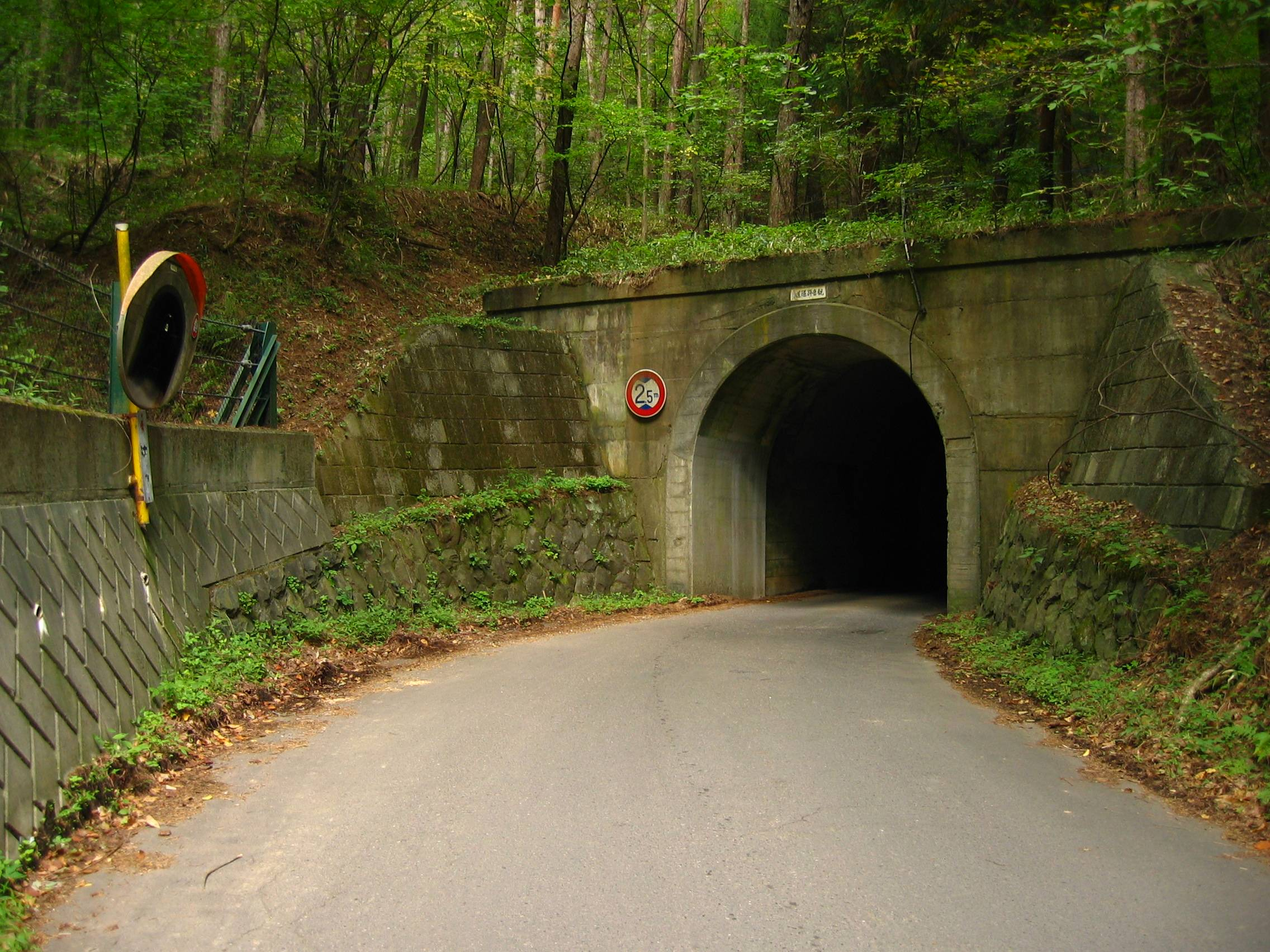
観音路隧道（沓沢湖側）
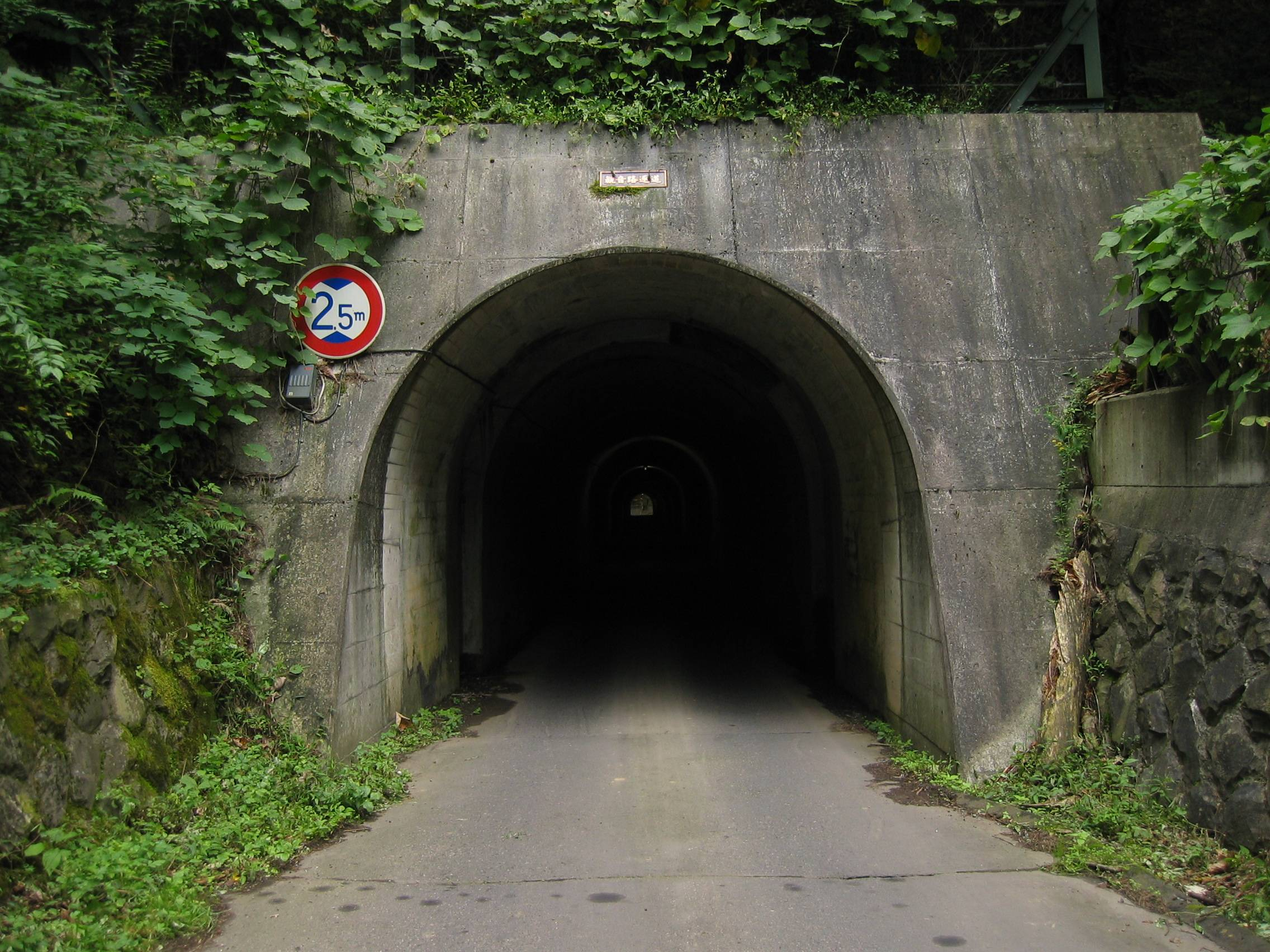
観音路隧道（芦ノ田側）
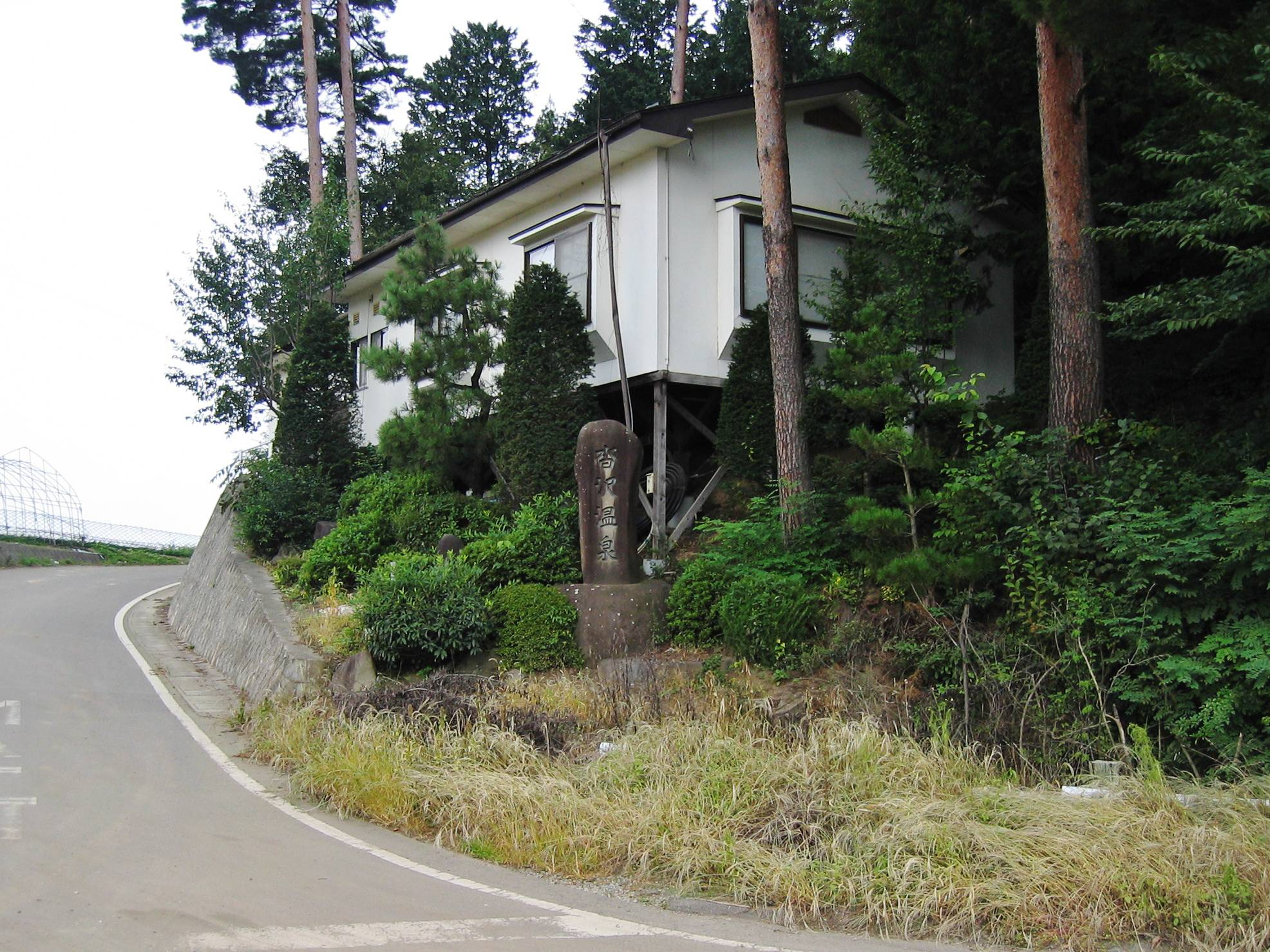
湖畔の沓沢温泉